# Красицьке
Краси́цьке (рос. Красицкое) — село у складі Вяземського району Хабаровського краю, Росія. Адміністративний центр та єдиний населений пункт Красицького сільського поселення.

## Населення
Населення — 678 осіб (2010; 927 у 2002).
Національний склад (станом на 2002 рік):
- росіяни — 94 %